# Palácio do Conde (Kirkwall)

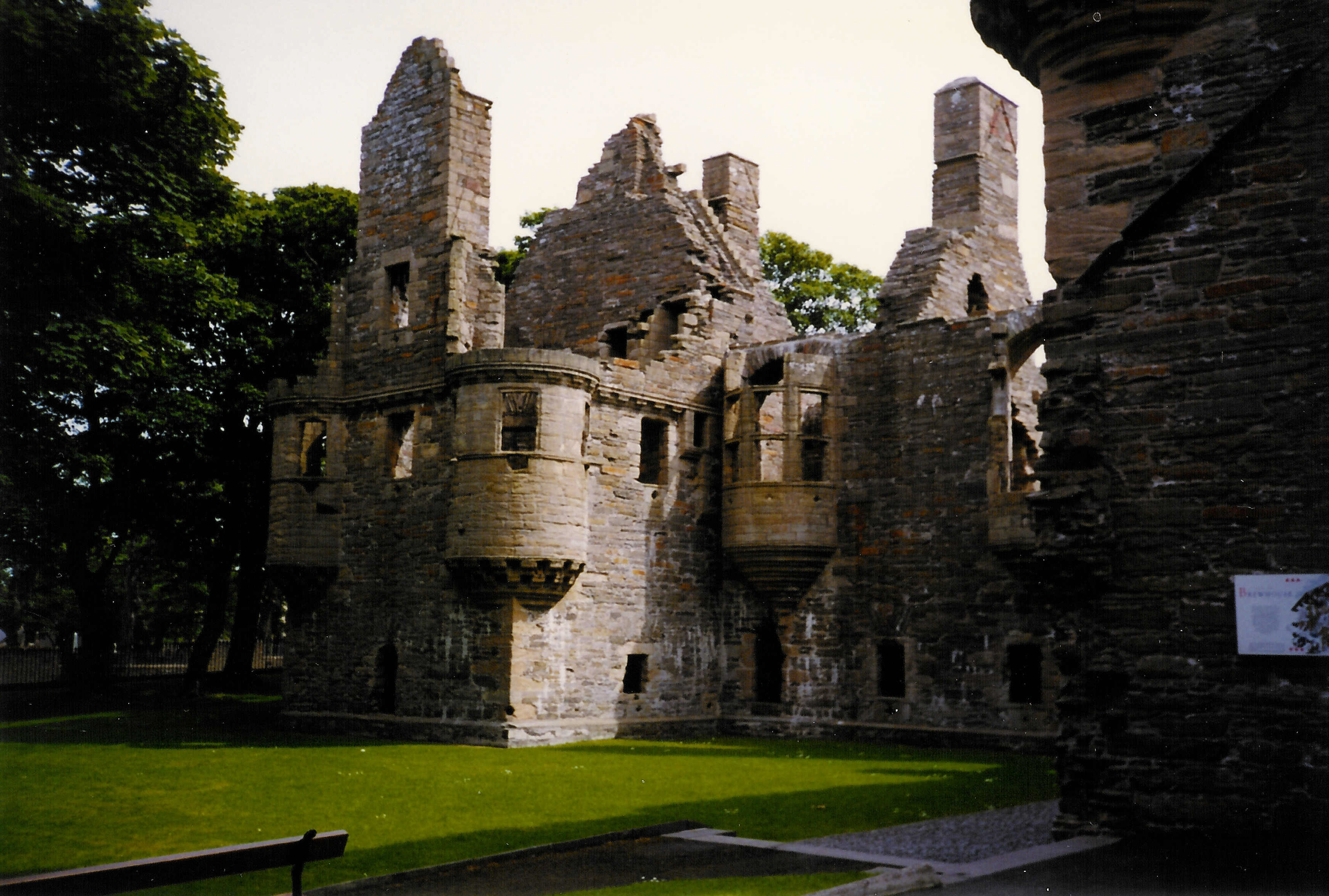
Vista parcial do Palácio do Conde, com a torre quadrada, à esquerda, e a ala central com o salão principal.

O Palácio do Conde (Earl's Palace) é um palácio escocês em estilo renascentista, cujas ruínas se situam no centro de Kirkwall, capital das Órcades, próximo da Catedral de São Magnus e do Palácio do Bispo. As ruínas, actualmente administradas pela Historic Scotland, abrem ao público durante o Verão.
O palácio, construído por Patrick Stewart, 2º Conde de Orkney, foi iniciado em 1607 e erguido por trabalho escravo. Lord Orkney e o seu pai, Robert Stewart, 1º Conde de Orkney, são conhecidos por estar entre os mais tirânicos condes na Escócia.

## História

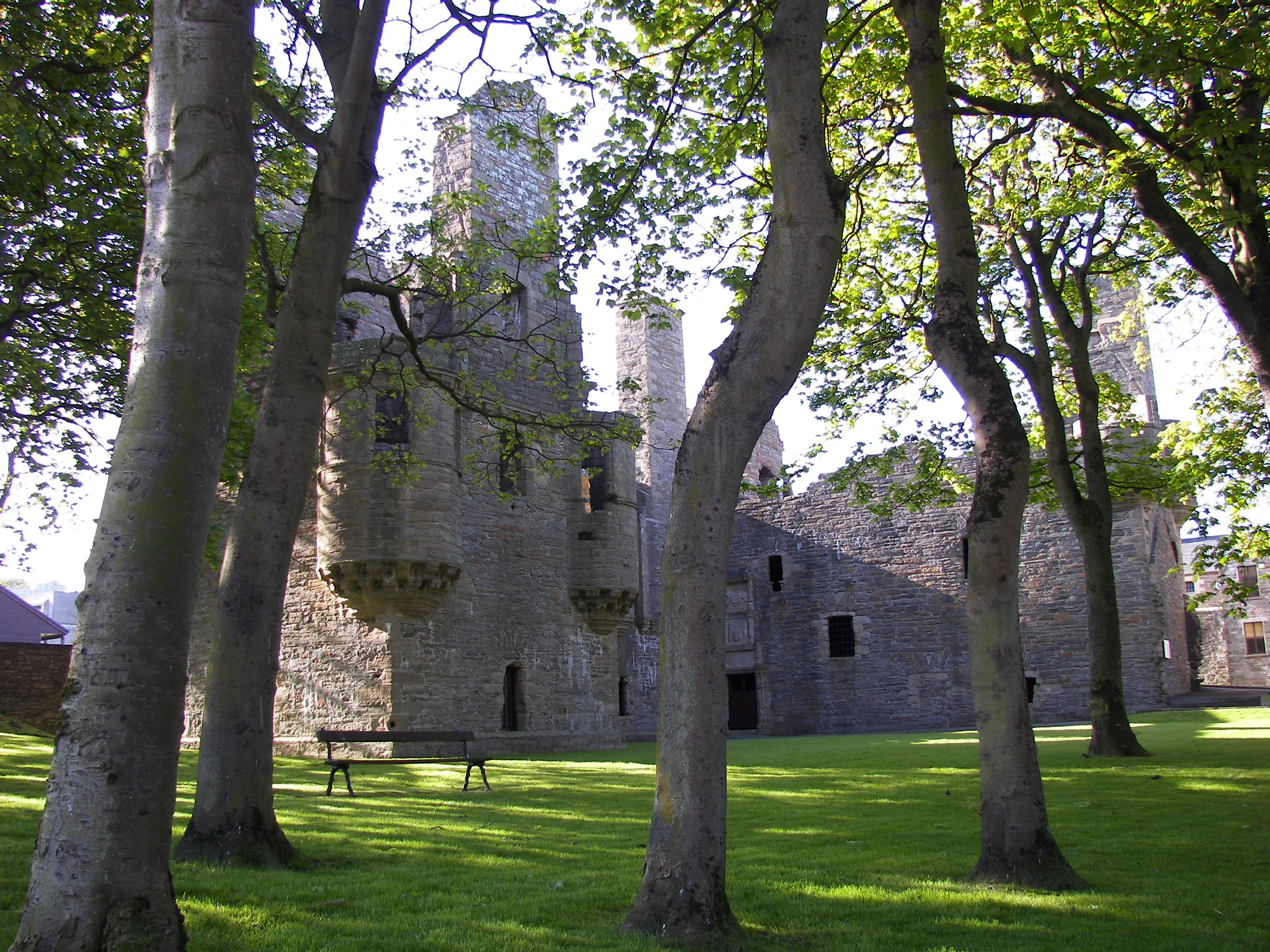
Vista geral do palácio.

Em 1564, Maria Stuart pôs à disposição do seu meio-irmão Robert Stewart os bens reais das Órcades e das Shetland. Em 1568 também recebeu o Palácio do Bispo. Robert construiu um palácio em Birsay, também conhecido como Palácio do Conde.
Em 1592, Patrick Stewart sucedeu a seu pai como Conde de Orkney. Em 1606, Patrick começou a construção do Palácio do Conde em Kirkwall depois de ter decidido que o potencial do Palácio do Bispo se tinha esgotado, tendo optado por edificar o novo palácio nas terras contíguas. Isto era algo complicado pelo facto de, na realidade, aquelas terras não lhe pertencerem. No entanto, rapidamente as adquiriu, criando falsas acusações de roubo dirigidas ao proprietário, condenando-o e levando-o à execução. Ergueu, então, o seu palácio e embelezou o já existente, formando um conjunto. No entanto, Patrick não manteria a propriedade por muito tempo, uma vez que foi capturado em 1610 e executado em 1615, pelo que o complexo palaciano nunca foi concluido. Enquanto eatava na prisão, o seu filho, Robert Stewart, Lord Stewart, rebelou-se e ocupou o palácio. Um exército montou cerco ao edifício destruindo-o, vindo Robert a ser executado mais tarde, tal como o pai.

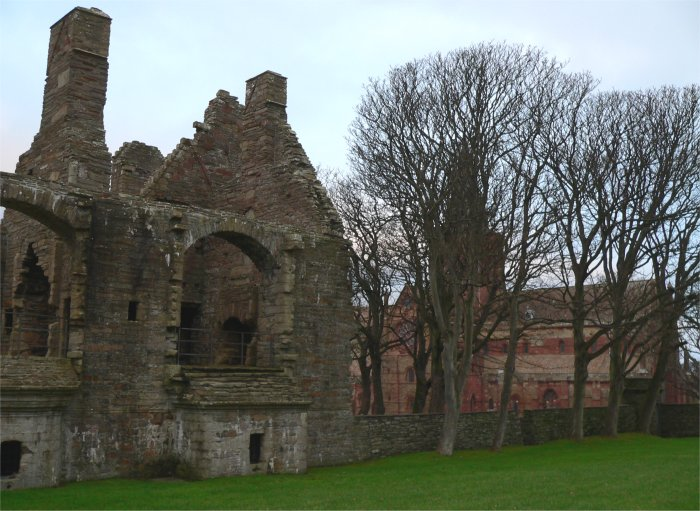
Vista parcial do palácio, com a Catedral de São Magnus à direita.

Mais tarde, depois da morte de Lord Orkney, o palácio veio a ser ocupado pelo Conde de Morton. Posteriormente serviu de forma esporádica como residência dos bispos, de 1671 a 1688, quando se tornou propriedade da Coroa. Em seguida, o palácio tornou-se obsoleto, caindo em ruína no século XVIII. As ruínas do Palácio do Conde ainda sugerem o elegante estilo renascentista francês do edifício.

## Construção
O palácio divide-se em três partes; duas alas e uma torre quadrada. As duas alas estão desalinhadas entre si. A ala que contém o salão principal está orientada na direcção norte-sul. A ala com a cozinha e a adega começa no lado sul da primeira ala e expande-se para oeste. Provavelmente, a intenção seria expandir esta ala mais para oeste de forma a alcançar o Palácio do Bispo. No canto noroeste da primeira ala ergue-se a torre quadrada.
O acesso ao complexo é feito por noroeste. Este lado é o mais impressionante e caracteriza-se por grandes janelas e várias pequenas torres, as quais não possuiam valor estratégico.

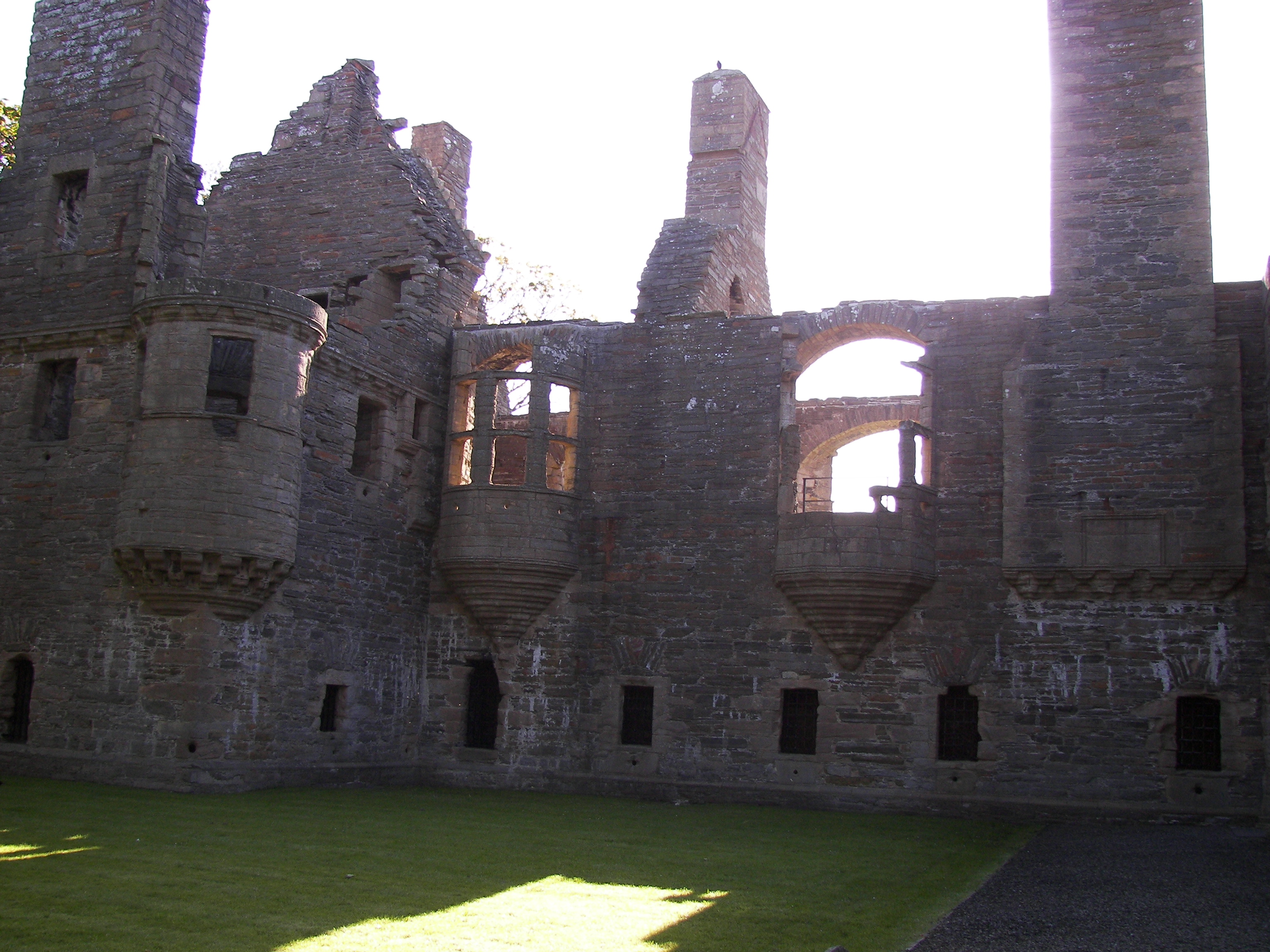
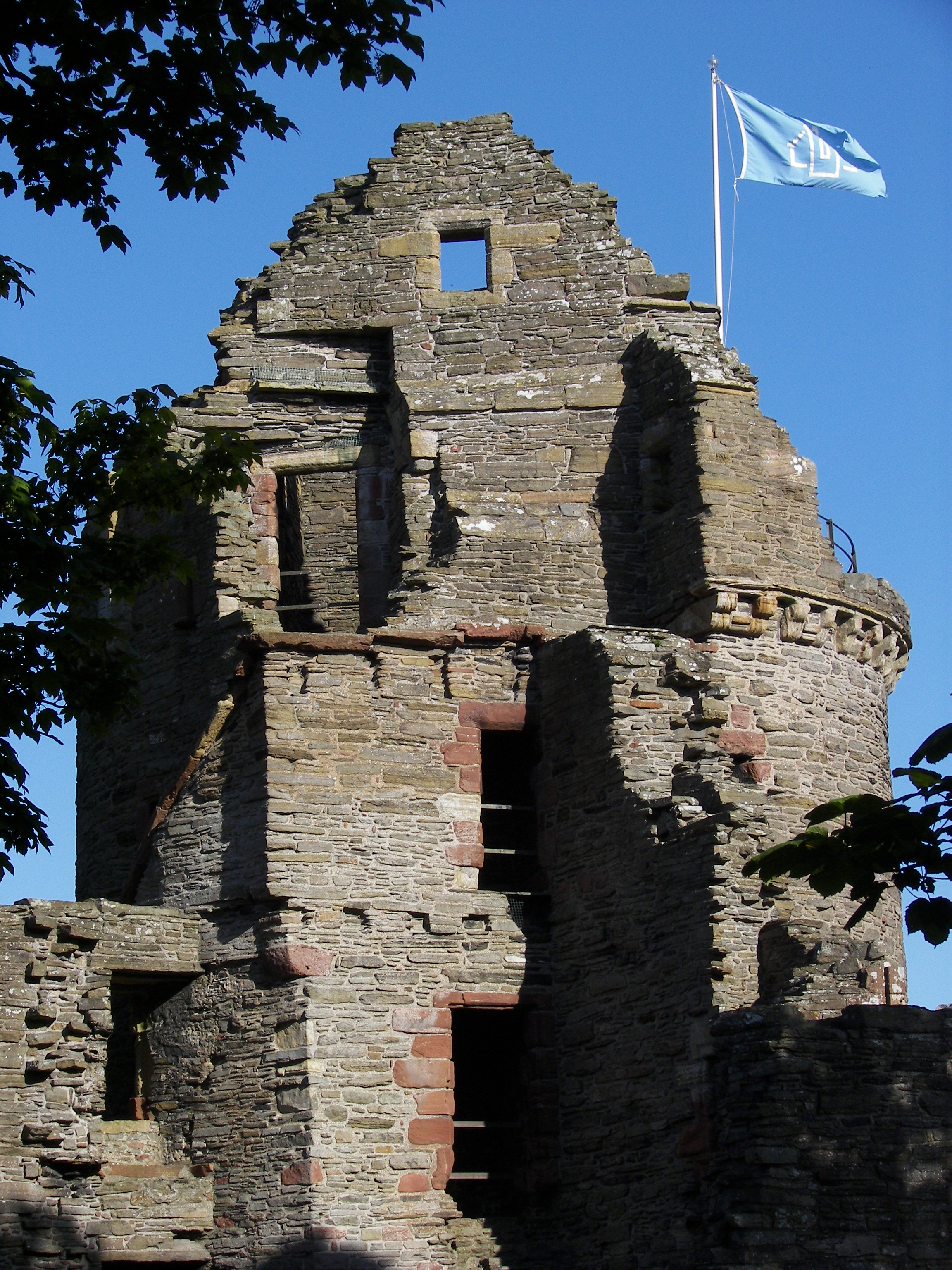
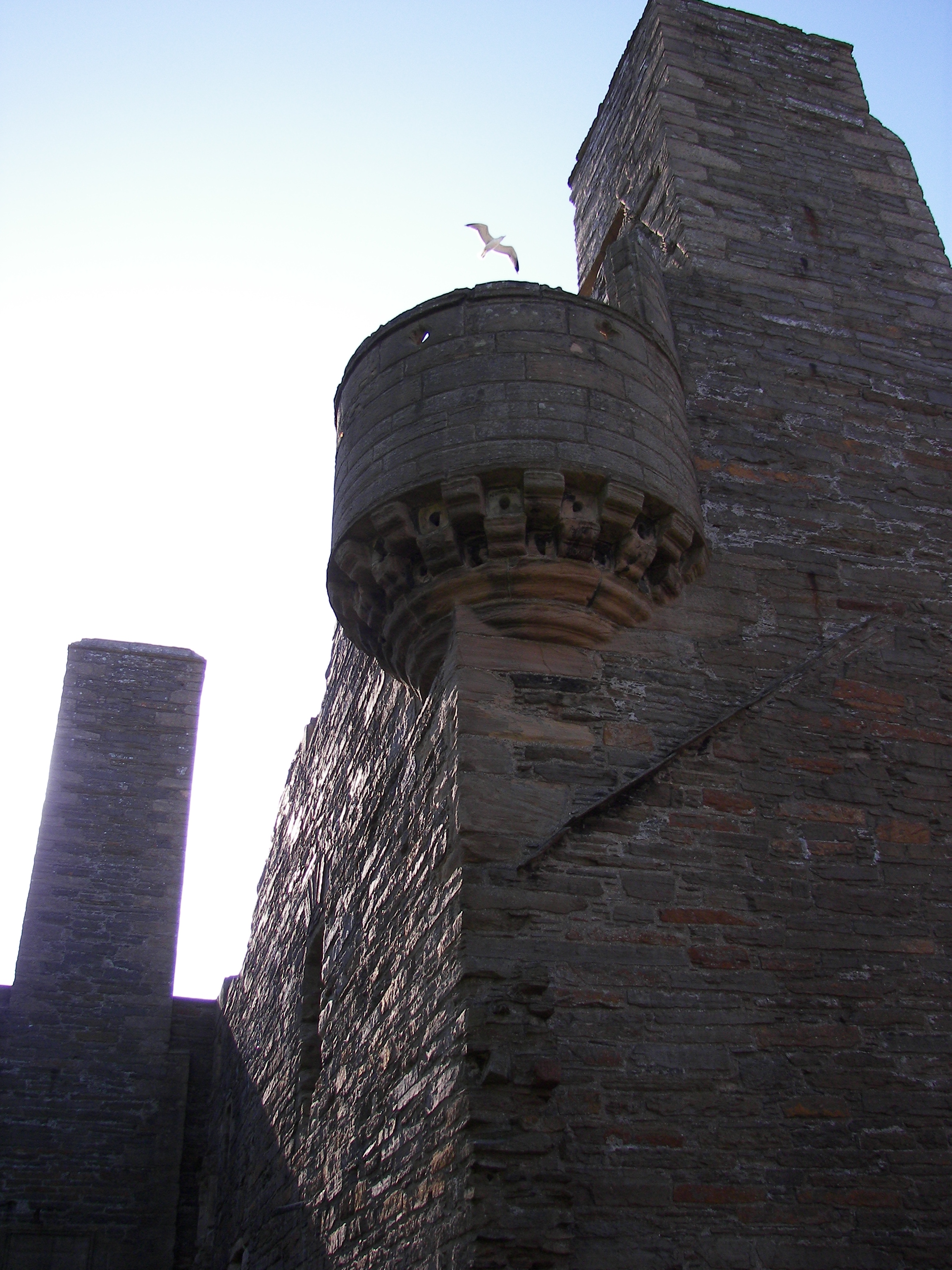
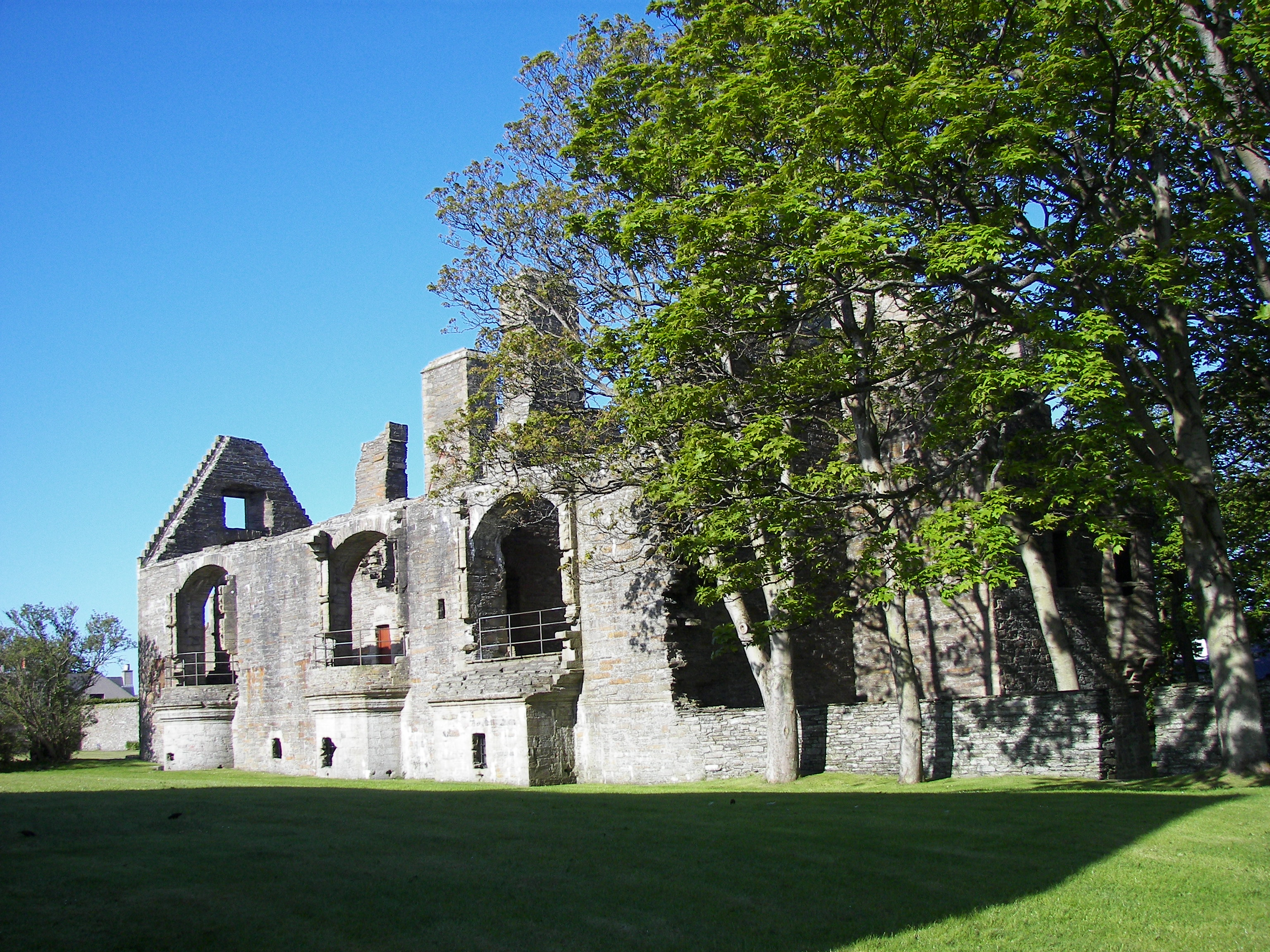
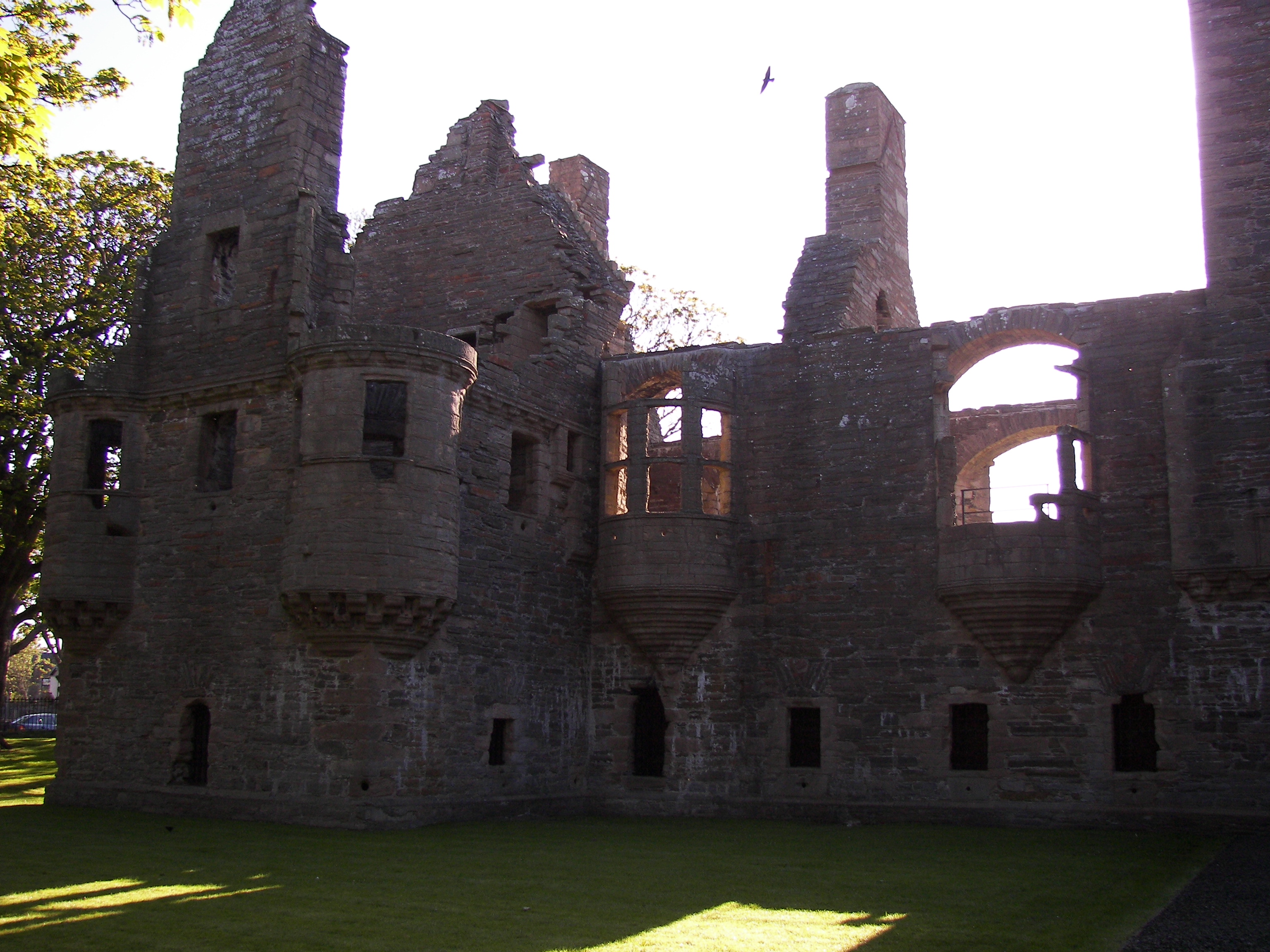
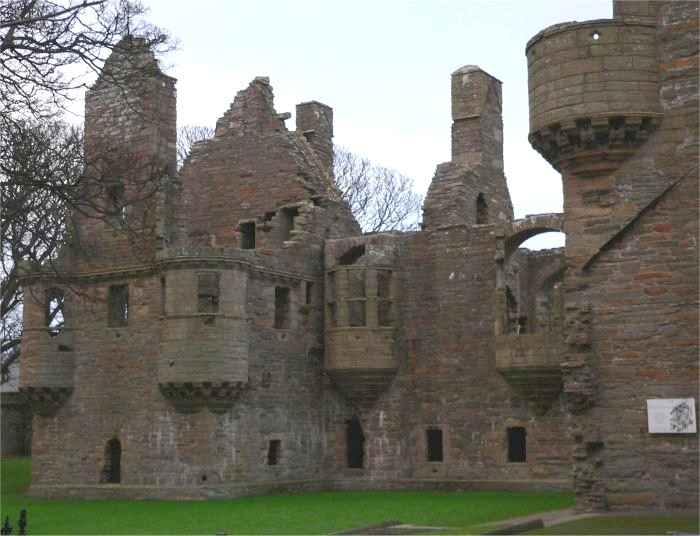